# 奧法倫鎮區 (密蘇里州聖查爾斯縣)
奧法倫鎮區（英語：O'Fallon Township）是位於美國密蘇里州聖查爾斯縣的一個行政鎮區。

## 地方資料
奧法倫鎮區的面積為28.19平方千米，皆為陸地。根據2020年美國人口普查的數據，當地共有人口29679人，而人口密度為每平方千米1,052.82人。